# Stuguvägen
Stuguvägen är en gata i Östersund som samtidigt utgör Länsväg Z 605.01, en övrig länsväg som går mellan Rådhusgatan (Länsväg Z 605) och Trafikplats Odenskog (E14/E45/87). Vägen är knappt tre kilometer lång, asfalterad och är till större delen belägen inom tätorten Östersund. Den passerar bland annat Campus Östersund.
Stuguvägen har tidigare, innan anläggandet av förbifarten utanför Östersund, utgjort del av Riksväg 87. Den har också, efter öppnandet av den första etappen och fram till färdigställandet av den andra etappen av förbifarten, utgjort del av både Europaväg 14 (tidigare Europaväg 75) samt dåvarande Riksväg 45 (nuvarande Europaväg 45).
Vägen ansluter till:
- Länsväg Z 605 (vid Östersund)
- Europaväg 14 (vid Trafikplats Odenskog)
- Europaväg 45 (vid Trafikplats Odenskog)
- Riksväg 87 (vid Trafikplats Odenskog)